# Jean de Melun (évêque de Poitiers)
Pour les articles homonymes, voir Jean de Melun.
Jean de Melun, mort en 1257, est un évêque de Poitiers français du XIIIe siècle.

## Biographie
Jean est membre de la maison de Melun, fils de Louis Ier, vicomte de Melun, et de Gisle.
Il est  chanoine et archidiacre de Sens en 1216, évêque de Poitiers en 1235. Il exempte, en 1246, Alfonse de France, comte de Poitiers, frère du roi saint Louis, de l'hommage que ce prince doit aux évêques de Poitiers pour le château de Civray. Jean de Melun meurt en 1257, et est inhumé dans l'abbaye du Jard, près de Melun.